# Иван Мичурин
Иван Владимирович Мичурин (27 октомври 1855, с. Долгое, Пронски уезд, Тамбовска губерния (днес в Рязанска област) – 7 юни 1935, гр. Мичуринск, Тамбовска област, РСФСР, СССР) е руски и съветски биолог и селекционер, създател на много нови сортове плодове.
Той е доктор по биология, заслужил деятел на науката и техниката, почетен член на Академията на науките на СССР, академик на Всесъюзната академия на селскостопанските науки „Ленин“ (ВАСХНИЛ).
В негова чест от 1950 до 1991 година българският град Царево носи неговото име Мичурин.

## Биография
Прадядото и дядото на Мичурин са руски помешчици, участници в Отечествената война през 1812 г. Те се интересуват от градинарство и събират богата колекция от плодови дръвчета, както и библиотека със селскостопанска литература. Баща му Владимир Иванович след уволнението си от държавната служба се върнал в своето поместие Вершина и също започнал да се занимава с градинарство и пчеларство. Майка му умира, когато той е на 4 години. Момчето се занимава активно с баща си в градината. Още на 8-годишна възраст вече е запознат с начините за ашладисване на плодните дръвчета.
Докато младият Мичурин учи в гимназия, баща му се разболява и поместието е заложено, за да покрие дълговете на семейството. Налага се лелята и чичото на Иван Владимирович да го вземат под опеката си. През 1872 г. той се премества в гр. Козлов (впоследствие Мичуринск), където живее до смъртта си. През 1874 г. се жени за Александра Василиевна Петрушина.
През 1875 г. взима под наем пустееща къща с градина в покрайнините на гр. Козлов. Там започва да провежда опити по селекция на растения. Той събира колекция от около 600 вида плодови растения. Когато градината става тясна, Иван Владимирович се премества в друга къща с по-голям двор. Там той създава първите си сортове: малина „Комерция“, вишни „Крушовиден Гриот“ и др. След няколко години и тази градина се препълва с растения.
През 1906 г. Мичурин публикува първите си научни трудове, посветени на проблемите по създаване на нови сортове плодни дръвчета. През 1912 г. той е награден с орден „Св. Анна“ 3-та степен.
През 1934 г. на мястото, където Мичурин е правил своите опити, е създадена генетична лаборатория – Централна генетична лаборатория „И. В. Мичурин“, която се занимава с разработка на нови методи за селекция на нови сортове плодови култури. В резултат на плодтворната дейност на И. В. Мичурин гр. Мичуринск се превръща в национален център по градинарство.

## Страници от дневника
- Страница с рисунки на плодове от дневника И.В.Мичурин. 1899 – 1904 г.
- Страница от дневника на И.В.Мичурин с рисунки на плодове на слива. Около 1900 година.
- Рисунки на И.В.Мичурин от неговия дневник
- Страница от дневника на И.В.Мичурин, 1904 г.

## Контакти с чужбина
Още през 1896 г. проф. Ф. Н. Мейер (Frank N. Meyer) от Селскостопанския институт във Вашингтон посещава Мичурин и изнася в САЩ колекция от мичурински ябълки, вишни и сливи. Плодовите сортове на Мичурин се харесали на американските му колеги и започнали да се радват на добро търсене.
По същото време Мичурин е избран за почетен член на американското научно дружество „Бридерс“. В периода до Октомврийската революция Мичурин редовно е посещаван от американски професори.

## Научен принос
И. В. Мичурин е създател на методи за селекция на плодови растения, основно чрез хибридизация (подбор на родителски видове, преодоляване на трудности при кръстосване и др.)
След смъртта на Мичурин от неговото име се възползват Лисенко и неговите последователи. Сместа от своите лъженаучни теории те наричат „мичуринско учение“.

## Съчинения
- Мичурин И. В. „Итоги шестидесятилетних работ“. Издание пятое. М.: ОГИЗ СЕЛЬХОЗГИЗ, 1949.
- Мичурин И. В. „Полезные советы по делу садоводства“, 1903
- Мичурин И. В. „О разведений винограда в северной полосе“, 1911, журнал „Прогрессивное садоводство и огородничество“
- Мичурин И. В. „Величина посадочных ям для плодовых деревьев“, 1914, журнал „Прогрессивное садоводство и огородничество“, № 49.
- Мичурин И. В. „Материалы для выработки правил воспитания гибридных сеянцев при выводке новых сортов плодовых растений“, 1917, журнал „Садовод“ № 3.
- Мичурин И. В. Ответы на вопросы редакции журнала „За марксистско-ленинское естествознание“, 1934, „Труды селекционно-генетической станции имени И. В. Мичурина – том 11“
- Мичурин И. В. „Мечта моей жизни“, 18 сентября 1934 года, газета „Правда“
- Мичурин И. В. „Настоящее и будущее естественных наук в колхозах и совхозах“, 1934, газета „Известия“, № 303
- Мичурин И. В. „Каждому колхозу – плодовый сад!“, 1935, газета „Правда“

|  | Тази страница частично или изцяло представлява превод на страницата „Мичурин, Иван Владимирович“ в Уикипедия на руски. Оригиналният текст, както и този превод, са защитени от Лиценза „Криейтив Комънс – Признание – Споделяне на споделеното“, а за съдържание, създадено преди юни 2009 година – от Лиценза за свободна документация на ГНУ. Прегледайте историята на редакциите на оригиналната страница, както и на преводната страница, за да видите списъка на съавторите. ВАЖНО: Този шаблон се отнася единствено до авторските права върху съдържанието на статията. Добавянето му не отменя изискването да се посочват конкретни източници на твърденията, които да бъдат благонадеждни. |